# 국민건강체조
국민건강체조(구 새천년건강체조)는 국민체육진흥공단이 개발하여 만든 체조 중의 하나이며, 군국주의 유산인 군대식 체조나 전형적인 동원형 체조를 탈피하고 대한민국 고유의 가락과 움직임을 현대인들의 생활 변화에 맞추어 국민 건강 증진에 기여하고자 개발된 체조이다. 2010년부터 새천년건강체조에서 국민건강체조로 이름이 변경되었다.

## 동작 및 운동 효과
- 땅두드리기 : 걷고 가볍게 뛰기, 심박수나 체온 증가에 도움이 되며 전신 부위를 위주로 한다.
- 하늘보기 : 각 부위의 근력이나 유연성 증가에 도움이 된다. 종류는 7가지로 구성된다.
  - 종류 : 기펴기, 날개펴기, 팔굽치기, 손등치기, 몸통돌리기, 등·다리 펴기, 앞·뒷굽이
- 사람 마주보기 : 심폐지구력 증가에 도움이 되며, 종류는 하늘보기와 마찬가지로 7가지로 구성된다.
  - 종류 : 휘돌리기, 어깨돌리기, 몸들어 손날치기, 금강막기, 주먹지르기, 발차기, 몸비틀며 뛰기
- 하나되기 : 안정시 상태로 회복되는 데 효과가 있다.
  - 종류 : 휘돌리기, 꼬아서기, 호흡하기

## 특징
태권도, 탈춤, 체조 동작을 응용하여, 힘있는 대한민국의 걸맞은 운동은 물론, 동작의 옳고 그름을 벗어나 신축성 있는 열린 동작으로 구성하여 정형적인 체조 형태에서 탈피하여 느린 동작과 빠른 동작의 조화를 통해 근력 및 유연성 운동을 보완하는 데 도움이 되는 운동으로 구성된다.

## 역사
- 1998년 11월 : 문화체육관광부와 국민 건강 증진을 위한 체조 개발 및 예산승인
- 1999년 1월 : KBS와 공동개발 합의
- 1999년 10월 : 새천년건강체조(기본 체조) 개발
- 2004년 8월 : 새천년건강체조(쉬운 체조, 앉아서 하는 체조) 추가 개발
- 2006년 10월 : 새천년건강체조(휠체어 체조) 추가 개발
- 2010년 3월 : 국민건강체조로 이름 변경

- 2014년 12월 : 국민건강체조 보급사업 중단

## 같이 보기
- 국민체조